# 中国疾病预防控制中心寄生虫病预防控制所
中国疾病预防控制中心寄生虫病预防控制所位于中華人民共和國上海市黄浦区瑞金二路207号，毗邻瑞金医院，最早为中央卫生研究院华东分院于1950年建址南京，1957年迁入上海。现內有血吸虫病室，疟疾室，包虫病室，土源性、食源性寄生虫病室，媒传热带病室，药物室，寄生虫病原与媒介生物学重点实验室，新技术室，杂志编辑部，全球卫生中心，信息中心，健康教育咨询检测中心。出版物有创办于1983年的《中国寄生虫学与寄生虫病杂志》。所长为周晓农。

## 历史
1950年11月1日，中央卫生研究院华东分院（南京）成立。
1956年9月11日，定名為中国医学科学院南京寄生虫病研究所。
1957年4月15日，与中国医学科学院海南岛疟疾研究站合并为中国医学科学院寄生虫病研究所（上海）。
1971年12月11日，增挂上海寄生虫病研究所（上海市血吸虫病防治研究所）。
1983年，归入中国预防医学科学院。
2002年2月1日，随着中国预防医学科学院改为中国疾病预防控制中心，更名為中国疾病预防控制中心寄生虫病预防控制所。
2017年，加挂国家热带病研究中心。

## 建筑歷史
瑞金二路207号（巴斯德生物研究所旧址，简称巴斯德研究所），建于1934年，高四层，钢混结构，设计方为法商赉安洋行，建築属于原法租界公董局公共卫生救济处医学化验所。已列为上海市优秀历史建筑。